# Dragan Vasiljković
Dragan Vasiljković, surnommé capitaine Dragan, est né le 12 décembre 1954 à Belgrade (Yougoslavie, aujourd'hui Serbie). Chef de l'unité paramilitaire des "bérets rouges" et des "Kninđže", il est accusé de crimes de guerre par le gouvernement croate, crimes survenus lors de la guerre de Croatie et guerre de Bosnie au début des années 1990.
Les forces policières australiennes l'ont arrêté en janvier 2006 et le pays est prêt à l'expulser vers la Croatie sur demande dûment reçue.